# Марк Олбрајтон
Марк Кевин Олбрајтон (енгл. Marc Kevin Albrighton; 18. новембар 1989) бивши је енглески фудбалер који је играо на позицији крила.
Олбрајтон је био члан омладинске школе Астон Виле 11 година након чега је заиграо за сениорски тим. Након 6 проведених сезона и позајмице Вигану, 2014. године је потписао уговор са Лестером са којим је освојио једну Премијер лигу и један ФА куп.
Играо је за репрезентације Енглеске до 20 и 21 године, али никада није играо за сениорски тим.

## Трофеји
Лестер Сити
- Премијер лига (1) : 2015/16.
- ФА куп (1) : 2020/21.
- ФА комјунити шилд (1) : 2021.
- Чемпионшип (1) : 2023/24.